# Мерсия
Ме́рсия (англ. Mercia, др.-англ. Miercna rīċe, лат. Merciorum regnum) — одно из семи королевств так называемой англосаксонской гептархии.
Располагалось в долине реки Трент на западе центральной Англии (соответствует нынешним центральным графствам Великобритании (регионы Уэст-Мидлендс и Ист-Мидлендс). Мерсия граничила с Нортумбрией, Гвинедом, Поуисом, Гвентом, Уэссексом, Сассексом, Эссексом и Восточной Англией. В X веке Мерсия была подчинена Уэссексом.
В настоящее время имя Мерсия сохранилось в названии Западномерсийской полиции и Мерсийского пехотного полка, реки Мерси и производного от нее Мерсисайда.
В Мерсии прославился св. Диума, епископ Мерсийский.

## История

### Ранняя история

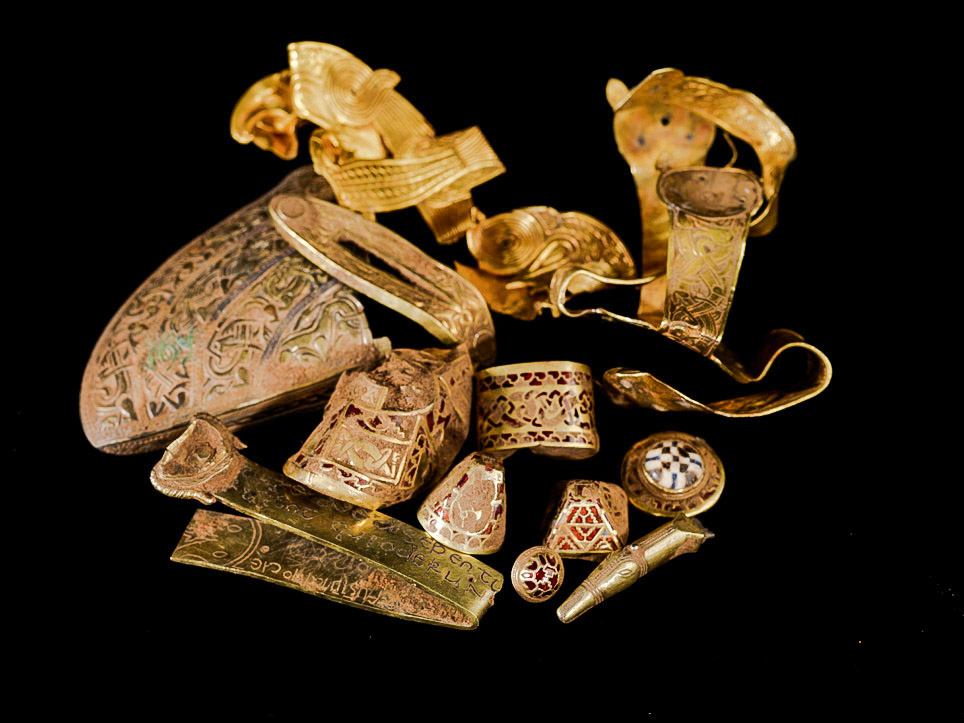
Стаффордширское сокровище, найденное на поле в окрестностях Личфилда в 2009 году, — вероятно, крупнейшее собрание англосаксонских артефактов в Англии

История Мерсии в начале англосаксонской эры остается более неясной, чем в случае с Нортумбрией, Кентом или Уэссексом. Мерсия создала эффективную политическую структуру и приняла христианство позднее других королевств гептархии. Археологические исследования показывают, что англы заселили земли к северу от Темзы в VI веке. Название «Мерсия» происходит от древнеанглийского «пограничные люди» — согласно этой теории, королевство возникло вдоль границы между коренными валлийцами и англосаксонскими захватчиками. Однако историк П. Хантер Блэр дает альтернативную интерпретацию: под «границей» подразумевалась граница между Нортумбрией и долиной реки Трент.
Самые ранние границы королевства неизвестны, но существует общее мнение, что территория, которая называлась «исконной Мерсией» в Tribal Hidage, охватывала большую часть юга Дербишира, Лестершира, Ноттингемшира, Нортгемптоншира, Стаффордшира и северного Уорикшира.
Самый ранний человек, названный в каких-либо хрониках королем Мерсии, — Креода, о котором известно, что был правнуком Икеля. Придя к власти около 584 года, он построил крепость в Тамуэрте, которая стала резиденцией королей Мерсии. Его сын Пибба сменил его на троне в 593 году. Керл, родственник Креоды, наследовал Пиббе в 606 году. В 615 году Серл отдал свою дочь Квенбургу замуж за Эдвина, короля Дейры, которого он приютил, когда тот находился в изгнании.

### Пенда и мерсийская гегемония

Мерсия и главные англосаксонские королевства около 600 года

Следующий мерсийский король, Пенда, правил примерно с 626 или 633 года до 655 года. Некоторые факты из тех, что известны о Пенде, происходят из летописи Беды, который враждебно относился к королю Мерсии — родиной Беды была враждебная Мерсии Нортумбрия, кроме того, летописец ненавидел Пенду за то, что тот был язычником. Тем не менее, Беда признавал, что Пенда свободно разрешал христианским миссионерам из Линдисфарна посещать Мерсию и не сдерживал их проповеди. В 633 году Пенда и его союзник Кадваллон ап Кадван Гвинедский разгромили и убили Эдвина, который к тому времени стал не только правителем недавно объединившейся Нортумбрии, но и «бретвальда» — верховным королем южных королевств. Когда еще один нортумбрийский король Освальд вновь предъявил претензии на господство над югом, он также потерпел поражение и был убит Пендой и его союзниками в 642 году в битве при Мазерфилде. В 655 году, после периода смуты в Нортумбрии, Пенда привел 30 танов для борьбы с новым королем Нортумбрии Освиу, но в битве при Винвейде он потерпел поражение и был убит.
Гибель Пенды привела к временному краху верховной власти в Мерсии. Сын Пенды Педа, который в 653 году принял христианство в Рептоне, сменил своего отца на троне Мерсии, но признал верховную власть Освиу. Весной 656 года Педа был убит, и Освиу взял на себя контроль над всей Мерсией. Восстание в Мерсии в 658 году сбросило нортумбрийское господство и привело к возвышению другого сына Пенды, Вульфхера, который правил Мерсией независимо (хотя он, по-видимому, продолжал платить дань Нортумбрии еще какое-то время) до своей смерти в 675 году. Вульфхеру первоначально удалось восстановить силу Мерсии, но в конце царствования он потерпел серьезное поражение от Нортумбрии. Следующий король Этельред разгромил Нортумбрию в битве при Тренте в 679 году, окончательно установив на долгое время контроль над спорной территорией бывшего королевства Линдси. Этельреда сменил Кенред, сын Вульфхера. Оба этих короля стали более известны своей религиозной деятельностью, чем всем остальным, хотя взошедший на престол в 709 году Кеолред, как говорится в письме святого Бонифация, был развратным юношей, который умер безумным. Так закончилось правление прямых потомков Пенды.
В какой-то момент, до воцарения Этельбальда в 716 году, мерсийцы захватили область вокруг Роксетера, известную валлийцам как Пенгверн (или «Рай Поуиса»). Элегии, написанные от лица павших правителей Пенгверна, фиксируют печаль от этой утраты.
Следующий важный король Мерсии, Этельбальд, правил с 716 по 757 год. В течение первых нескольких лет своего царствования ему приходилось сталкиваться с двумя сильными соперничающими королями, Витредом Кентским и Ине Уэссексским. Когда Витред умер в 725 году, а Ине отрекся от престола в 726 году, чтобы стать монахом в Риме, Этельбальд получил возможность установить гегемонию Мерсии над остальными англосаксами к югу от Хамбера. Этельбальд потерпел неудачу в 752 году, когда западные саксы под командованием Кутреда победили его, но он, вероятно, восстановил свое господство над Уэссексом к 757 году.

### Правление Оффы и восход Уэссекса
После убийства Этельбальда одним из его телохранителей в 757 году в Мерсии началась гражданская война, которая завершилась победой Оффы. Он был вынужден вновь устанавливать гегемонию над южно-саксонскими королевствами, и он сделал это столь успешно, что стал величайшим правителем, которого когда-либо знала Мерсия. Мало того, что он выиграл сражения за доминирование в Южной Англии, но также активно участвовал в управлении делами своего королевства, основывая рыночные города и контролируя чеканку первых золотых монет в Британии. Оффа играл важную роль в управлении католической церковью в Англии (спонсируя недолговечное архиепископство Личфилда) и даже на равных договаривался с Карлом Великим. Оффе приписывают строительство Вала Оффы, отметившего границу между Уэльсом и Мерсией.
Оффа рассчитывал, чтобы его сын Экгфрит сможет удержать королевство от распада, но после его смерти в июле 796 года Эгфрит прожил всего пять месяцев, и королевство перешло под власть дальнего родственника Оффы Кенвульфа в декабре 796 года. В 821 году Кенвульфу наследовал его брат Кёлвульф, который продемонстрировал свое военное мастерство нападением на крепость Денгви в Гвинеде и ее разрушением. Однако силы западных саксов во главе с Эгбертом Уэссексским в 825 году разбили войска короля Мерсии Беорнвульфа при Эллендуне.
Битва при Эллендуне оказалась решающей. Беорнвульф был убит, подавляя восстание в одном из восточных уголков королевства, его преемника, бывшего элдормена по имени Лудека, постигла та же участь. Другой элдормен, Виглаф, правил менее чем за два года до того, как войска Эгберта были изгнаны из Мерсии. В 830 году Виглаф восстановил независимость Мерсии, но к этому времени Уэссекс уже явно доминировал в Англии.

### Датское вторжение

Пять округов Данло и английская Мерсия в X веке

В 852 году Бургред взошел на престол и вместе с Этельвульфом Уэссексским покорил Северный Уэльс. В 868 году вторгшиеся на острова датские викинги заняли Ноттингем. Викинги вытеснили Бургреда из его королевства в 874 году, а Кёлвульф II занял его место. В 877 году викинги захватили восточную часть Мерсии, которая стала частью Данелага. Кёлвульф, последний независимый король Мерсии, остался править лишь западной половиной королевства и правил до 879 года. Примерно с 883 года до 911 года Мерсией правил Этельред II под господством Уэссекса. Все монеты, отчеканенные в Мерсии после смерти Кёлвульфа II, были с именем короля Уэссекса. Этельред II женился на Этельфледе, дочери Альфреда Великого, короля Уэссекса, и она правила страной со времени, когда ее муж заболел в последние десять лет своей жизни.
После смерти Этельреда в 911 году Этельфледа правила как «Леди Мерсийская», но ее брат Эдуард Старший взял под свой контроль Лондон и Оксфорд, которые Альфред оставил под властью Этельреда. Вместе с Эдуардом она продолжала политику Альфреда по укреплению городов и в 917—918 годах смогла завоевать юг Данелага в Восточной Англии и датскую Мерсию.

### Потеря независимости
Когда Этельфледа умерла в 918 году, Эльфвина, её дочь от Этельреда, преуспела как «Вторая Леди Мерсийская», но в течение шести месяцев Эдуард лишил её всякой власти в Мерсии и увёз в Уэссекс.
Ссылки на Мерсию и мерсийцев продолжали встречаться в летописях о царствовании Этельстана и его преемников. Сам Этельстан был принят в Мерсии и стал её королём, прежде чем стал королём Уэссекса.
Отдельное политическое существование Мерсии от Уэссекса было ненадолго восстановлено в 955—959 годах, когда Эдгар стал королём Мерсии, и в 1016 году, когда королевство было разделено между Кнудом Великим и Эдмундом Железнобоким, и Кнуду досталась Мерсия.
Последняя ссылка на Мерсию в хрониках приходится на 1017 год, когда Эдрик Стреона был пожалован Кнудом Великим титулом правителя Мерсии. Более поздние эрлы, Леофрик, Эльфгар и Эдвин, управляли территорией, почти соответствующей исторической Мерсии, но хроники уже не упоминают этого наименования.

## Короли Мерсии
- 490—490-е — Икел
- 490-е—517 — Осла
- 517—538 — Киневальд
- 538—568 — Кнебба
- 568—593 — Креода
- 593—606 — Пибба
- 606—626 — Керл
- 626—655 — Пенда
- 655—656 — Педа

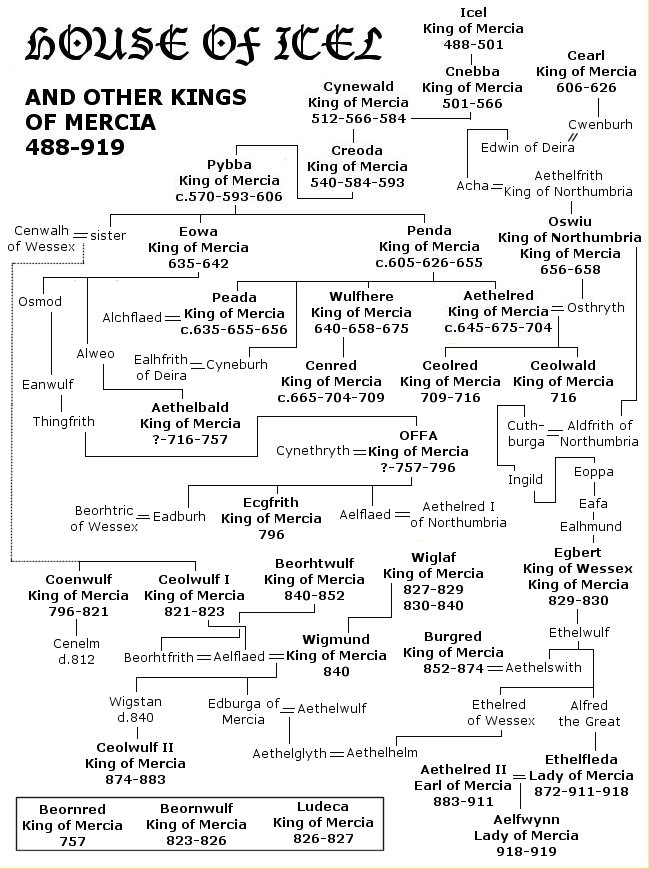
Генеалогическое дерево королей Мерсии

- 656—658 — под властью Нортумбрии: Освиу /
- 658—675 — Вульфхер
- 675—704 — Этельред І
- 704—709 — Кенред
- 709—716 — Кеолред
- 716 — Кеолвальд (король Мерсии) / Ceolwald
- 716—757 — Этельбальд / Æthelbald
- 757 — Беорнред / Beornred
- 757—796 — Оффа / Offa
- 796 — Экгфрит / Ecgfrith
- 796—821 — Кенвульф / Cœnwulf
- 821 — Кинехельм / en:Cynehelm
- 821—823 — Кёлвульф І / Ceolwulf I
- 823—825 — Беорнвульф / Beornwulf
- 825—827 — Лудека / Ludeca
- 827—839 — Виглаф / Wiglaf
- 840 — Вигмунд / Wigmund (спорно)
- 840 — Вигстан / Wigstan
- 840—852 — Беортвульф / Beorhtwulf
- 852—874 — Бургред / Burgred
- 874—879 — Кёлвульф II / Ceolwulf II
- 879—884 — Этельред II / Æthelred
- Под верховной властью Уэссекса
- 884—911 — Этельред II / Æthelred, в качестве элдормена
- 888—918 — Этельфледа Мерсийская / Æthelflæd
- 918—919 — Эльфвина / Ælfwynn
- В 919 присоединена к Уэссексу

### Символы

«Крест Святого Альбана»

Образование королевства Мерсия предшествовало появлению геральдики, поэтому нет достоверного геральдического описания его символов. Однако последующие поколения приписали правителям Мерсии множество геральдических атрибутов.
Косой крест (saltire) как символ Мерсии, возможно, использовался со времен короля Оффы. К XIII веку косой крест стал и частью герба Королевства Мерсии — saltire Or, «золотой (или желтый) крест в синем поле». Герб впоследствии использовался аббатством Сент-Олбанса, основанным королем Оффой.
Мерсийский косой крест по сей день развевается над замком Тамуэрт, древней столицей мерсийских королей, а также встречается на городских уличных знаках. Крест включен в ряд гербов городов Мерсии, включая Тамуэрт, Лик и Блэби.
Серебряный двуглавый орел, увенчанный золотой трехконечной саксонской короной, использовался несколькими подразделениями британской армии в качестве геральдического обозначения Мерсии с 1958 года. Он происходит от герба Леофрика, эрла Мерсии в XI веке. Стоит отметить, однако, что Леофрику иногда приписывают черного одноглавого орла вместо серебряного двуглавого.
У виверна, дракона с двумя ногами, также есть сомнительная связь с Мерсией. Компания Midland Railway, которая использовала серебряную (белую) виверну в качестве своей эмблемы, унаследовав символ от Leicester and Swannington Railway, утверждала, что «виверн был штандартом Королевства Мерсия». Однако в 1897 году журнал Railway Magazine отметил, что «нет оснований полагать, что виверн был связан с Королевством Мерсия».
Подобная тема позже была затронута Брэмом Стокером в романе 1911 года «Логово белого червя», действия которого происходит в Мерсии. Слово «червь» (worm), происходящее от древнеанглийского wyrm, первоначально подразумевало дракона или змею. Слово «виверн» же (Wyvern) происходит из древнесаксонского и также означает змею (и этимологически связано с viper — «гадюка»).
Источником символизма белых драконов в Англии, по-видимому, является «Вымышленная история королей Британии» Гальфрида Монмутского (около 1136 года), где описывается инцидент из жизни Мерлина, когда появляется красный дракон, сражающийся с белым драконом, которого он побеждает. Красный дракон представлял валлийцев и их возможную победу над англосаксонскими захватчиками, которых символизировал белый дракон. Однако нет никаких археологических или артефактных доказательств того, что ранние англосаксы использовали белого дракона как геральдическое изображение.
Существует гипотеза, что прообразом Среднего Королевства в сказке Дж. Р. Р. Толкина «Фермер Джайлс из Хэма» является Мерсия. В сказке фигурирует дракон, однако он становится символом Малого Королевства (автономной части Среднего Царства), а не Среднего Королевства в целом.